# Al otro lado del Tanganika
Pour plus de détails, voir Fiche technique et Distribution.
Al otro lado del Tanganika est un film documentaire espagnol réalisé en 2006.

## Synopsis
Nous vivons dans un monde changeant : les continents changent, le climat change, les êtres humains changent, et des civilisations apparaissent pour disparaître ensuite. Les différentes formes de vie qui ont existé sur la planète ont été sujettes, à un moment donné, à des déplacements motivés par diverses raisons : la recherche d’eau et de nourriture, un climat plus propice, la fuite du danger, etc. mais parfois ces migrations ont été forcées par des situations extrêmes, comme le commerce des esclaves ou les guerres. Actuellement,et pour diverses raisons,l’exode massif d’êtres humains existe toujours. La Tanzanie est un exemple des désastres humains provoqués par les guerres, et pour faire connaître la diaspora interne du continent africain, nous pénètrons dans les camps de réfugiés : Nyarugusa et Mtabila.

## Fiche technique
- Réalisation : Alberto Panadero
- Production : El Ideante Producciones
- Scénario : Alberto Panadero, Ángel Arjona
- Photographie : Alberto Panadero
- Son : Eduardo Cuenca
- Musique : Nacho González
- Montage : Julia Rodríguez-Ramos